# Giochi dell'Amicizia
I Giochi dell'Amicizia (in russo Дружба-84, Druzhba-84; in inglese Friendship Games) sono stati un evento sportivo che si è svolto tra il 2 luglio ed il 16 settembre 1984 in Unione Sovietica e in altri otto Stati socialisti. I Giochi sono nati come forma di boicottaggio nei confronti dei Giochi della XXIII Olimpiade, svoltisi nel periodo luglio-agosto 1984 a Los Angeles (Stati Uniti).
Sebbene gli organizzatori abbiano negato che i Giochi dell'Amicizia fossero un evento anti-Olimpiadi per evitare conflitti diplomatici con il Comitato Olimpico Internazionale, la competizione è spesso soprannominata come le "Olimpiadi alternative" del Blocco orientale.
Alla competizione presero parte 49 Stati; quelli che boicottavano Los Angeles 1984 erano rappresentati dai loro atleti più forti, mentre gli altri Stati inviarono le loro squadre di riserva, composte da atleti che non erano riusciti a qualificarsi ai Giochi olimpici.

## Storia
L'8 maggio 1984, a meno di tre mesi dall'inizio dei Giochi di Los Angeles, attraverso il capo del comitato olimpico sovietico Marat Gramov, l'Unione Sovietica annunciò la sua decisione di boicottare i Giochi, citando come motivo la mancanza di sicurezza per i propri atleti. Il boicottaggio era naturalmente riferito al boicottaggio statunitense dell'Olimpiade precedente tenutasi nel 1980 a Mosca. Nel giro di pochi giorni anche la Polonia e l'Ungheria si associarono all'Unione Sovietica, seguita da Bulgaria, Repubblica Democratica Tedesca, Mongolia, Vietnam, il Laos e la Cecoslovacchia, la Cina popolare confermò invece la sua presenza alle olimpiadi americane.
Il 20 maggio 1984 venne annunciato che i paesi del blocco orientale stavano organizzando una serie di eventi sportivi, che si sarebbero svolti prima o dopo le Olimpiadi, per evitare conflitti con il CIO, che avrebbe vietato qualsiasi forma di giochi anti-olimpici.
L'allora presidente del CIO Juan Antonio Samaranch tenne una conferenza stampa con i capi dei comitati olimpici di undici Paesi del blocco orientale (gli otto Stati del boicottaggio, ossia Bulgaria, Cecoslovacchia, Germania Orientale, Ungheria, Mongolia, Polonia, Unione Sovietica e Vietnam - oltre a Cuba, Corea del Nord e Romania) a Praga il 21 maggio. Samaranch sperava di convincere gli Stati boicottisti a cambiare la loro posizione ma, mentre la Romania gli assicurò che avrebbe comunque partecipato anche ai giochi olimpici di Los Angeles, i rimanenti dieci Paesi non cambiarono la loro posizione e usarono persino la stessa sede per discutere l'organizzazione dei loro giochi.
L'annuncio ufficiale venne fatto dal presidente del comitato olimpico nazionale cecoslovacco Antonin Himl il 24 maggio seguente. Himl disse che, dopo la fine delle Olimpiadi, vari Paesi del blocco orientale avrebbero tenuto i loro eventi sportivi nelle discipline olimpiche. Successivamente dichiarò che l'inizio dei Giochi dell'Amicizia era stato fissato dopo il 12 agosto (dopo le Olimpiadi estive) e che il suo Paese, la Cecoslovacchia, avrebbe ospitato gli eventi di ginnastica, tiro con l'arco, pallamano femminile e atletica femminile. Inoltre assicurò che gli eventi sarebbero stati aperti a tutti gli atleti, compresi quelli provenienti da nazioni non boicottanti.
Immediatamente dopo Cuba annunciò la sua decisione di boicottare le Olimpiadi estive, seguita alla fine di giugno da Corea del Nord, Yemen del Sud, Etiopia e Angola.
Nel mese di giugno l'Unione Sovietica chiese a Ted Turner ed al suo Turner Broadcasting System di trasmettere in televisione gli eventi organizzati in Ungheria per il pubblico americano: Turner declinò, ma assicurò che la sua rete avrebbe dato una copertura comunque puntuale ai Giochi dell'Amicizia.
Ecco di seguito l'elenco delle nazioni boicottatrici (da segnalare il fatto che l'Iran e la Libia non aderirono al boicottaggio sovietico, ma non presero parte ai Giochi per motivi politici):
- Afghanistan
- Angola
- Bulgaria
- Burkina Faso
- Cecoslovacchia
- Corea del Nord

- Cuba
- Etiopia
- Germania Est
- Iran
- Laos
- Libia

- Mongolia
- Polonia
- Ungheria
- Unione Sovietica
- Vietnam

## Nazioni partecipanti

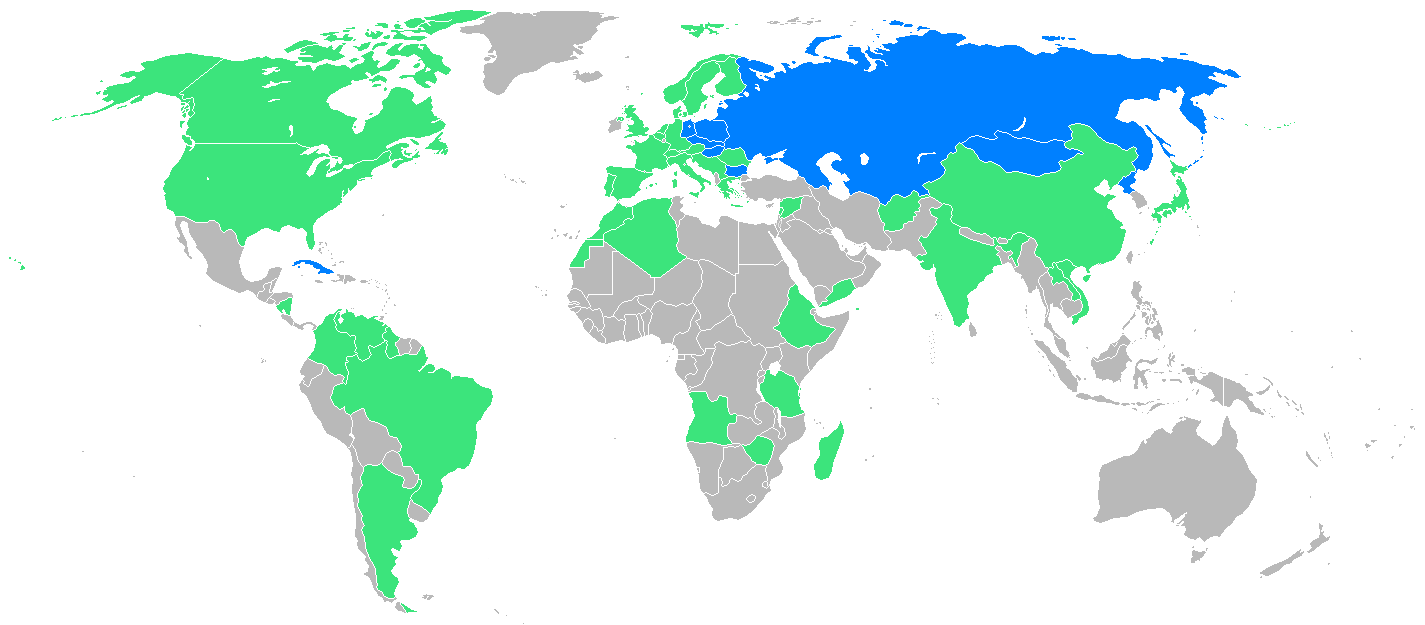
Le nazioni ospitanti sono mostrate in blu, le altre nazioni partecipanti in verde.

- Afghanistan
- Algeria
- Angola
- Argentina
- Austria
- Belgio
- Brasile
- Bulgaria
- Canada
- Cina
- Colombia
- Cuba
- Cecoslovacchia

- Danimarca
- Germania Est
- Etiopia
- Finlandia
- Francia
- Regno Unito
- Grecia
- Guyana
- Ungheria
- India
- Italia
- Giappone
- Laos

- Libano
- Madagascar
- Mongolia
- Marocco
- Paesi Bassi
- Nicaragua
- Corea del Nord
- Norvegia
- Polonia
- Portogallo
- Romania
- Yemen del Sud
- Unione Sovietica

- Spagna
- Svezia
- Svizzera
- Siria
- Tanzania
- Stati Uniti
- Venezuela
- Vietnam
- Germania Ovest
- Jugoslavia
- Zimbabwe

## Cerimonia di apertura
La cerimonia di apertura ufficiale, sebbene i Giochi iniziarono il 2 luglio con gli eventi di tennis tavolo in Corea del Nord, si svolse a Mosca il 18 agosto, subito dopo i primi eventi ospitati dall'Unione Sovietica. Essa durò circa due ore e si svolse nello Stadio Lenin. Come per le cerimonie di apertura olimpiche, vi fu un tedoforo, il corridore sovietico Viktor Markin, che accese una gigantesca ciotola costruita per le Olimpiadi di Mosca 1980.

## Eventi
Gli eventi vennero ospitati da nove Paesi: Bulgaria, Cuba, Cecoslovacchia, Repubblica Democratica Tedesca, Ungheria, Corea del Nord, Mongolia, Polonia e Unione Sovietica tra il 2 luglio ed il 16 settembre 1984. Ad eccezione del salto equestre, non si sono tenuti eventi in concomitanza con le Olimpiadi estive di Los Angeles, che si tennero tra il 28 luglio ed il 12 agosto.
I Giochi dell'Amicizia riguardarono 22 discipline già olimpiche (tutte tranne il calcio e il nuoto sincronizzato) e alcune discipline all'epoca non olimpiche, ossia il tennis tavolo, il tennis e il sambo. Inoltre includevano le gare di tiro a segno femminile e di ginnastica ritmica, ma non il ciclismo su strada femminile, eventi che divennero olimpici nel 1984.

### Eventi e luoghi
- Tiro con l'arco: a Plzeň (Cecoslovacchia) dal 23 al 26 agosto
- Atletica leggera: gli eventi maschili si svolsero a Mosca (Unione Sovietica) dal 17 al 18 agosto; gli eventi femminile a Praga (Cecoslovacchia) dal 16 al 18 agosto
- Pallacanestro: dal 22 al 30 agosto a Mosca
- Pugilato: dal 18 al 24 agosto a L'Avana (Cuba)
- Canoa: dal 21 al 22 luglio a Berlino Est (Germania Orientale)
- Ciclismo: gli eventi su strada si svolsero in Germania Orientale; quelli su pista a Mosca; entrambi dal 18 al 22 agosto
- Tuffi: dal 16 al 19 agosto a Budapest (Ungheria)
- Equitazione: dal 6 al 26 agosto in Polonia
- Scherma: dal 15 al 21 luglio a Budapest (Ungheria)
- Hockey su prato: l'evento maschile dal 18 al 26 agosto a Mosca; quello femminile dal 28 al 30 agosto a Poznań (Polonia)
- Ginnastica: gli eventi di ginnastica artistica dal 20 al 26 agosto a Olomouc (Cecoslovacchia); gli eventi ginnastica ritmica dal 17 al 19 agosto a Sofia (Bulgaria)
- Pallamano: l'evento maschile dal 17 al 21 luglio a Rostock e Magdeburgo (Germania Orientale); l'evento femminile dal 21 al 26 agosto a Trenčín (Cecoslovacchia)
- Judo: dal 24 al 26 agosto a Varsavia (Polonia)
- Pentathlon moderno: dal 5 al 9 settembre a Varsavia (Polonia)
- Canottaggio: dal 24 al 26 agosto a Mosca (Unione Sovietica)
- Vela: gli eventi di vela si svolsero, a seconda delle classi, in parte al lago Balaton (Ungheria) e in parte a Tallinn (Unione Sovietica) dal 19 al 26 agosto
- Tiro a segno: dal 19 al 25 agosto a Mosca
- Nuoto: dal 19 al 25 agosto a Mosca
- Tennis tavolo: dal 2 al 10 luglio a Pyongyang (Corea del Nord)
- Tennis: dal 20 al 26 agosto a Katowice (Polonia)
- Pallavolo: l'evento maschile dal 18 al 26 agosto a L'Avana (Cuba); quello femminile dall'8 al 15 luglio a Varna (Bulgaria)
- Pallanuoto: dal 19 al 26 agosto a L'Avana (Cuba)
- Sollevamento pesi: dal 12 al 16 settembre a Varna (Bulgaria) (Dettagli)
- Lotta: gli eventi di lotta libera dal 20 al 22 agosto a Sofia (Bulgaria); gli eventi lotta greco-romana dal 13 al 15 luglio a Budapest (Ungheria); gli eventi di sambo dall'1 al 2 settembre a Ulan Bator (Mongolia)

## Medagliere
| Posiz. | Nazione          | Oro | Argento | Bronzo | Totale |
| ------ | ---------------- | --- | ------- | ------ | ------ |
| 1      | Unione Sovietica | 126 | 87      | 69     | 282    |
| 2      | Germania Est     | 50  | 45      | 43     | 138    |
| 3      | Bulgaria         | 21  | 25      | 29     | 75     |
| 4      | Cuba             | 15  | 11      | 12     | 38     |
| 5      | Ungheria         | 10  | 17      | 24     | 51     |
| 6      | Polonia          | 7   | 17      | 34     | 58     |
| 7      | Corea del Nord   | 5   | 5       | 10     | 20     |
| 8      | Cecoslovacchia   | 2   | 18      | 28     | 48     |
| 9      | Cina             | 2   | 1       | 4      | 7      |
| 10     | Etiopia          | 1   | 2       | 2      | 5      |
| 11     | Germania Ovest   | 1   | 1       | 1      | 3      |
| 12     | Italia           | 1   | 1       | 0      | 2      |
| 13     | Giappone         | 1   | 0       | 0      | 1      |
| 14     | Mongolia         | 0   | 2       | 5      | 7      |
| 15     | Canada           | 0   | 1       | 0      | 1      |
| 16     | Venezuela        | 0   | 0       | 2      | 2      |
| 17     | Finlandia        | 0   | 0       | 1      | 1      |
| 17     | Svezia           | 0   | 0       | 1      | 1      |
| 17     | Zimbabwe         | 0   | 0       | 1      | 1      |
| Totale | Totale           | 242 | 233     | 266    | 741    |